# 小林宏己
小林 宏己（こばやし ひろみ、1953年 - ）は、日本の教育学者。早稲田大学教育学部教授。

## 経歴
東京都生まれ。1972年、東京都立白鷗高等学校卒業。1976年、東京学芸大学教育学部卒業、1990年、東京学芸大学大学院教育学研究科修士課程修了。日本生活科・総合的学習教育学会研究奨励賞受賞。1978年、東京学芸大学附属小学校教諭、2004年、東京学芸大学教育実践研究支援センター助教授、2007年同大学教授を経て、2008年、早稲田大学教育・総合科学学術院教育学部教授。
学外では、教育出版小学校社会教科書編集委員・監修、同小学校生活教科書編集委員、文部科学省大学設置・学校法人審議会大学設置分科会専門委員などを務めた。

## 著書
- 『どうして学校へ行かなくちゃならないの? : 義務教育と学校生活』ポプラ社 1989年
- 『「学習ノート」のつくり方活かし方 : 社会認識力の育成』東洋館出版社 1990年
- 『教科書にでてくる法律と政治1 みんなの学校ってなんだろう？ : 義務教育と学校生活』ポプラ社 1991年
- 『授業研究27の原理・原則 : 授業力向上のための実践的思考』学事出版 2013年

### 共著
- 『授業記録のとり方活かし方 : よい授業づくりの基盤と形成』東洋館出版社 1989年
- 『地方公共団体ってなんだろう? : 地方公共団体の仕事』ポプラ社 1999年
- 『総合的な学習3・4年生まちの探検隊』ポプラ社 2000年
- 『「授業研究」を創る : 教師が学びあう学校を実現するために』教育出版 2017年
- 『最新教育原理』勁草書房 2020年

### 編集
- 『こんなとき、こう創る子どもの学び・教師の学び』教育開発研究所 2006年
- 『小1プロブレムを克服する!幼小連携活動プラン : 考え方と実践アイディア』 明治図書出版 2009年

### 監修
- 『まちの木と森探検』ポプラ社 2000年
- 『まちの川探検』ポプラ社 2000年
- 『まちのバリアフリー』ポプラ社 2000年
- 『遊んで覚える!地理パズル・歴史クイズ 第1巻』学研教育出版 2011年
- 『遊んで覚える!地理パズル・歴史クイズ 第2巻』学研教育出版 2011年
- 『遊んで覚える!地理パズル・歴史クイズ 第3巻』学研教育出版 2011年
- 『遊んで覚える!地理パズル・歴史クイズ 第4巻』学研教育出版 2011年
- 『遊んで覚える!地理パズル・歴史クイズ 第5巻』学研教育出版 2011年

### 指導協力
- 稲田修一監修『データで変わる!産業とくらし』小峰書店 2021年
- 稲田修一監修『データを知ろう』小峰書店 2021年
- 稲田修一監修『今日からきみもデータ名人』小峰書店 2021年